# 신용초등학교
신용초등학교는 대한민국 광주광역시 북구에 있는 초등학교다.

## 학교 연혁
- 2008. 11. 03. 신용초등학교 설립 조례안 통과
- 2011. 03. 01. 신용초등학교 개교(6학급, 114명)
- 2011. 03. 01. 초대 성치갑 교장선생님 취임
- 2011. 04. 01. 교육과학기술부 창의경영학교 지정
- 2011. 05. 06. 신용초등학교 개교
- 2012. 02. 24. 제1회 졸업장 수여식(19명, 총 19명)
- 2012. 03. 01. 10학급 편성
- 2012. 03. 01. 제2대 이형재 교장선생님 부임
- 2012. 03. 01. 광주광역시교육청 문화예술 특성화학교 지정
- 2013. 02. 20. 제2회 졸업장 수여식(37명, 총 56명)
- 2013. 03. 01. 광주광역시교육청 문화예술교육 연구학교 지정
- 2013. 07. 09. 11학급 편성
- 2013. 09. 01. 16학급 편성
- 2014. 02. 18. 제3회 졸업장 수여식(82명, 총 138명)
- 2014. 03. 01. 제3대 강덕순 교장선생님 부임, 23학급 증설(39학급)
- 2014. 03. 01. 39학급 편성(특수학급 1)
- 2014. 04. 21. 문화예술특성화학교 운영
- 2014. 04. 24. 7560+운동 선도학교 운영
- 2014. 10. 01. 33학급(특수학급 1) 건국초등학교 개교로 감축
- 2014. 12. 08. 광주사이버학습 빛고울샘 운영 우수학교 교육감 표창
- 2014. 12. 24. 탄소은행제 최우수학교 표창
- 2014. 12. 26. 전화친절도 조사결과 최우수학교 선정
- 2015. 02. 13. 제4회 졸업장 수여식(142명, 총 280명)
- 2015. 03. 01. 38학급 편성(특수학급 1)
- 2015. 03. 01. 광주광역시교육청 놀이교육 연구학교 지정
- 2015. 04. 17. 7560+운동 선도학교 운영